# Centro alti studi per la difesa
Il Centro Alti Studi per la Difesa (CASD) è l'istituto universitario del Ministero della difesa italiano. È il massimo organo di formazione degli ufficiali delle forze armate italiane, nonché il centro di maggior prestigio in Italia per quanto riguarda gli studi di sicurezza e difesa. Dipende dallo stato maggiore della difesa.

## Sede e storia
Il CASD ha sede in Roma, lungo la riva destra del Tevere, nel cinquecentesco Palazzo Salviati in piazza della Rovere 83, che ha tuttora annesso un importante orto botanico.
Acquistato nel 1840 dallo Stato Pontificio per farne sede dell'Archivio urbano, con l'espropriazione da parte dello Stato Italiano nel 1870, vi si ospitò il tribunale militare e il collegio militare di Roma. Nel 1933 una nuova ala vi fu aggiunta a chiusura del cortile. Un sacrario conserva il ricordo dell'oggi soppresso istituto liceale-militare.
Durante la seconda guerra mondiale, nel periodo dell'occupazione nazista, nei locali del collegio militare furono per qualche giorno rinchiusi gli oltre 1000 ebrei catturati nella retata al ghetto di Roma fino alla deportazione.
Il CASD è stato istituito nel 1949. Nel 1987 alle sue dipendenze è stato creato il Centro militare di studi strategici (CeMiSS) oggi Istituto di Ricerca e Analisi della Difesa (IRAD) e nel 1994 anche l'Istituto alti studi per la difesa (IASD) e l'Istituto superiore di stato maggiore interforze (ISSMI).

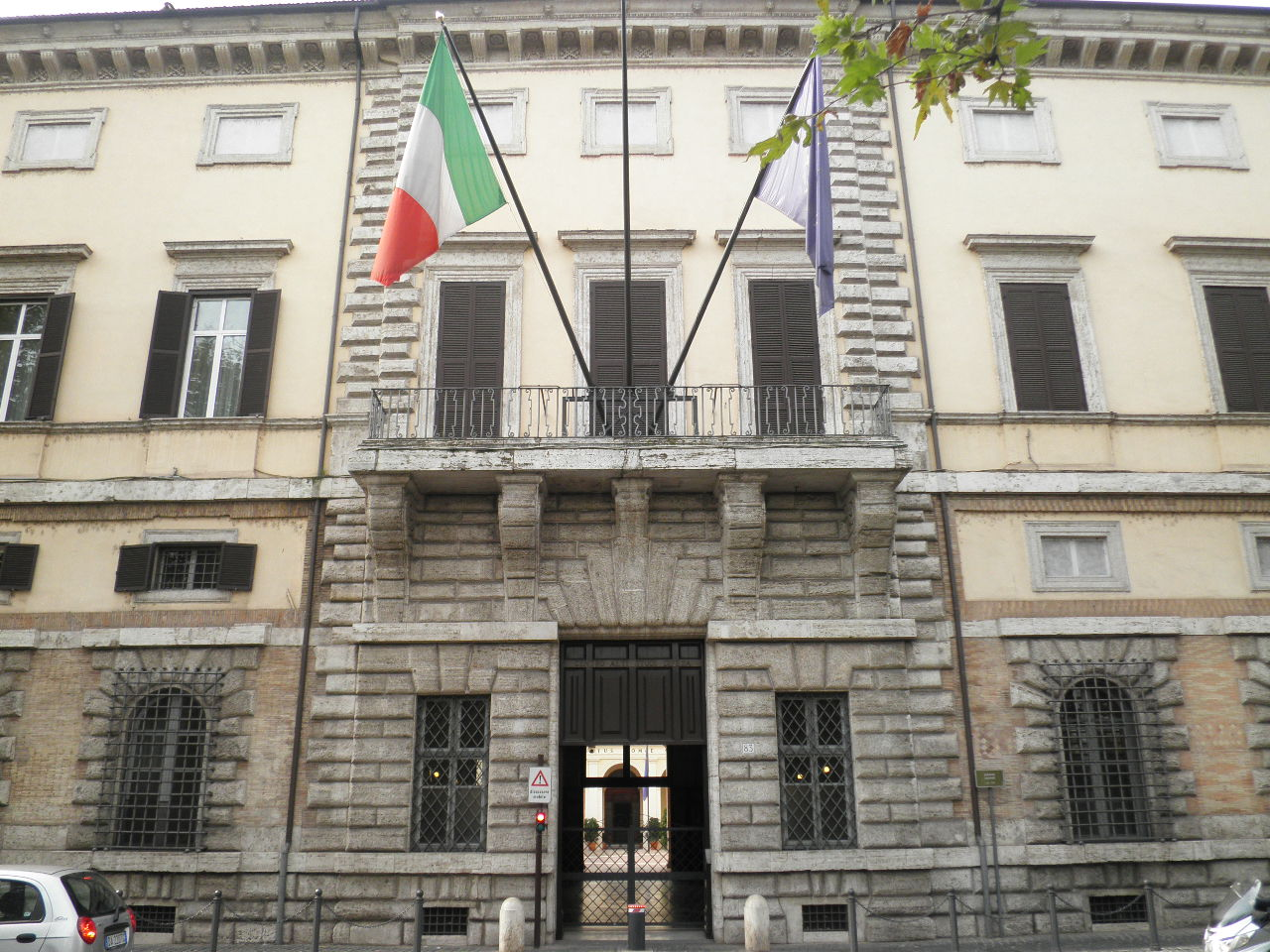
Palazzo Salviati alla Lungara, sede del CASD

La struttura dispone di un'importante biblioteca, meta di studio di tantissimi ricercatori nelle discipline militari e geo-politico-strategiche in genere.

## Struttura del CASD
Nell'ambito della propria missione statutaria, il CASD svolge funzioni di coordinamento delle attività in comune alle quattro componenti autonome che ad esso rispondono: l'Istituto alti studi per la difesa (IASD), l'Istituto superiore di stato maggiore interforze (ISSMI), l'Istituto di Ricerca e Analisi della Difesa (IRAD) e il Centro per la formazione logistica interforze (Ce.FLI). L'opera di coordinamento viene svolta attraverso uno stato maggiore che riporta in linea diretta al presidente del CASD, a sua volta rispondente al capo di stato maggiore della difesa.

### Istituto alti studi per la difesa
L'Istituto alti studi per la difesa (IASD) organizza sessioni annuali di aggiornamento - per generali o colonnelli designati dal capo di SMD, su proposta dei capi di SM di forza armata e dei comandanti generali dell'Arma dei Carabinieri e della Guardia di Finanza, per dirigenti civili del Ministero della difesa e di altri ministeri, segnalati dai rispettivi dicasteri e per ufficiali stranieri di rango equivalente a quelli nazionali, ammessi su invito del capo di SMD - che vertono sull'analisi della politica militare e sull'organizzazione delle Forze armate, per lo studio di strategie di sicurezza e difesa nazionale.

### Istituto superiore di stato maggiore interforze
L'Istituto superiore di stato maggiore interforze (ISSMI) è stato istituito per sviluppare e migliorare l'addestramento professionale e la conoscenza culturale degli ufficiali delle Forze armate italiane e della Guardia di Finanza destinati ad assumere incarichi di particolare rilievo negli stati maggiori, in ambiti Forza armata, interforze ed internazionale. I frequentatori del Corso superiore di stato maggiore interforze, nei gradi di maggiore e tenente colonnello od equivalenti, sono selezionati tra gli ufficiali che hanno frequentato i corsi di stato maggiore presso le Scuole di guerra di forza armata o l'Istituto di studi militari marittimi.
Al corso partecipa anche, su invito del capo di stato maggiore della difesa, un gruppo di ufficiali esteri, provenienti da nazioni amiche ed alleate.

### Istituto di Ricerca e Analisi della Difesa (IRAD)
L’Istituto di Ricerca e Analisi della Difesa (IRAD), per le esigenze del Ministero della difesa, è responsabile di svolgere e coordinare attività di ricerca, alta formazione e analisi a carattere strategico sui fenomeni di natura politica, economica, sociale, culturale, militare e sull'effetto dell'introduzione di nuove tecnologie che determinano apprezzabili cambiamenti dello scenario di difesa e sicurezza, contribuendo allo sviluppo della cultura e della conoscenza a favore della collettività e dell'interesse nazionale.
Su indicazioni del Ministro della difesa, svolge attività di ricerca in accordo con la disciplina di valutazione della qualità della ricerca e sulla base del programma nazionale per la ricerca, sviluppandone le tematiche in coordinamento con la direzione di alta formazione e ricerca del CASD.
L'Istituto provvede all'attivazione e al supporto di dottorati di ricerca in scienze della difesa e della sicurezza. L'attuale corso di dottorato in "Scienze dell'Innovazione per la Difesa e la Sicurezza" prevede l'attivazione di quattro curricula: 
- Innovazione e Sviluppo Organizzativo;
- Trasformazione digitale e cyber security;
- Scienze Strategiche;
- Studi giuridici per l'innovazione.

L'IRAD opera inoltre in coordinamento con altri organismi della difesa ed in consorzio con Università, imprese e industria del settore difesa e sicurezza; agisce in sinergia con le realtà pubbliche e private, in Italia e all'estero, che operano nel campo della ricerca scientifica, dell'analisi e dello studio.
L'Istituto, avvalendosi del supporto consultivo del comitato scientifico, è responsabile della programmazione, consulenza e supervisione scientifica delle attività accademiche, di ricerca e pubblicistiche. Si avvale altresì per le attività d’istituto di personale qualificato “ricercatore della difesa”, oltre a ricercatori a contratto e assistenti di ricerca, dottorandi e ricercatori post-dottorato.
All'interno dell'IRAD è presente la scuola di dottorato che progetta, programma ed eroga i corsi di pertinenza, regola le modalità di accesso ai corsi e di conseguimento dei titoli e le relative borse di studio e gestisce gli eventuali dottorati in convenzione/collaborazione con istituzioni estere/imprese, etc.
La scuola di dottorato è coordinata da un docente coordinatore che rappresenta il dottorato nei rapporti interni ed esterni, coordina le attività del dottorato, convoca e presiede il collegio dei docenti e ne cura l'attuazione delle delibere. In essa sono inquadrati i professori che svolgono attività di insegnamento, i quali:
-  curano l'insegnamento e le attività didattiche, di esercitazione, di orientamento e di tutorato;
-  garantiscono la partecipazione alle commissioni d'esame;
-  presidiano il ricevimento e l'orientamento degli studenti mediante colloqui e attività integrative.
Sulla base delle esigenze nel settore della ricerca e in linea con quanto previsto dall’organizzazione e struttura delle scuole di dottorato, è possibile avvalersi di figure professionali a supporto dell'attività di ricerca scientifica: assegnisti di ricerca e ricercatori post-doc. All’attività di ricerca contribuiscono i dottorandi ammessi previo concorso pubblico alla frequenza del dottorato di ricerca.

### Centro per la formazione logistica interforze
Il Centro per la Formazione Logistica Interforze (Ce.FLI) opera nel campo della Formazione avanzata della logistica, sviluppando specifici corsi ed indirizzando gli studi per istruire il personale dell’intero comparto della difesa sulle procedure logistiche interforze sia nazionali che concernenti la NATO e l'Unione europea, esaminando le più evolute tecniche di ingegneria logistica e gestionale  allo scopo di fornire una qualificazione superiore nel settore. Il Centro si qualifica come punto di riferimento per la diffusione di una cultura logistica militare di eccellenza, in termini di conoscenza di dottrine, processi e tecniche gestionali, anche in collaborazione con istituti universitari, individuando specifiche risorse e capacità nell'ambito delle forze armate e del segretariato generale della difesa, al fine di ottimizzare le attività di formazione e specializzazione del personale interessato. Il Centro opera attivamente nel settore dell’elaborazione e della revisione della dottrina logistica interforze e multinazionale, intrattenendo inoltre, tramite specifici accordi, rapporti di studio, analisi e formazione logistica con paritetici enti ed organizzazioni nazionali ed internazionali.

## Il Consiglio direttivo
Alle dipendenze del presidente del CASD opera un consiglio direttivo i cui componenti sono i direttori coadiutori militari e civili dello IASD, il direttore dell'ISSMI, il direttore dell'IRAD ed il capo di stato maggiore, che svolge funzioni di segretario.
Al consiglio direttivo sono deputate tutte le attività di pianificazione e revisione dei programmi di formazione degli ufficiali e dei relativi metodi di valutazione, nonché di coordinamento delle risorse umane e finanziarie secondo un'ottica di efficienza.

## Presidenti
Data l'importanza dei compiti statutari ad esso assegnati, e l'alto profilo necessario a gestire le interfaccia gerarchiche che la funzione richiede, alla presidenza del CASD vengono di norma nominati ufficiali di altissimo livello ed esperienza (aventi il grado di generale di corpo d'armata, generale di squadra aerea o ammiraglio di squadra).
- Ammiraglio Sq. Edoardo Somigli - dal 1º settembre 1949 al 31 agosto 1956
- Generale C.A. Aldo Rossi (generale) - dal 1º settembre 1956 al 9 settembre 1958
- Generale S.A. Ranieri Cupini - dal 10 settembre 1958 al 10 settembre 1960
- Ammiraglio Sq. Giuseppe Marini - dall'11 settembre 1960 al 30 giugno 1962
- Generale C.A. Aldo Beolchini - dal 1º luglio 1962 al 19 ottobre 1964
- Generale S.A. Luigi Bianchi (generale) - dal 20 ottobre 1964 al 30 giugno 1966
- Generale S.A. Duilio Fanali - dal 1º luglio 1966 al 27 febbraio 1968
- Ammiraglio Sq. Vincenzo Vaccarisi - dal 23 aprile 1968 al 30 giugno 1970
- Generale C.A. Angelo Galateri di Genola - dal 7 settembre 1970 al 10 giugno 1973
- Generale C.A. Ettore Brancato - dall'11 giugno 1973 al 24 marzo 1975
- Generale S.A. Emanuele Annoni - dal 25 marzo 1975 al 17 giugno 1976
- Ammiraglio Sq. Luigi Cacioppo - dal 18 giugno 1976 al 19 giugno 1978
- Generale C.A. Franco Barbolini - dal 20 settembre 1978 al 27 settembre 1980
- Ammiraglio Sq. Vittorio Marulli - dal 28 settembre 1980 al 15 settembre 1981
- Generale C.A. Mario Rossi (generale) - dal 29 ottobre 1981 al 1º agosto 1985
- Generale C.A. Alberto Danese - dal 29 settembre 1985 al 30 giugno 1987
- Generale C.A. Domenico Corcione - dal 19 settembre 1987 al 15 maggio 1989
- Generale S.A. Giuseppe Degli Innocenti - dal 28 settembre 1989 al 14 luglio 1992
- Generale C.A. Franco Angioni - dal 7 settembre 1992 all'11 gennaio 1994
- Generale C.A. Carlo Jean - dal 12 gennaio 1994 al 30 settembre 1997
- Ten. Generale Pietro Solaini - dal 1º ottobre 1997 al 28 luglio 1999
- Ten. Generale Domenico Tria - dal 29 luglio 1999 al 10 aprile 2001
- Generale S.A. Ugo De Carolis - dall'11 aprile 2001 al 3 marzo 2004
- Generale S.A. Vincenzo Camporini - dal 4 marzo 2004 al 19 settembre 2006
- Generale C.A. Giuseppe Valotto - dal 20 settembre 2006 al 6 marzo 2008
- Ammiraglio Div. Luciano Callini - dal 7 marzo 2008 al 29 giugno 2008
- Ammiraglio Sq. Marcantonio Trevisani - dal 30 giugno 2008 al 6 settembre 2011
- Generale S.A. Orazio Stefano Panato - dal 7 settembre 2011 al 10 gennaio 2013
- Ammiraglio Sq. Rinaldo Veri - dall'11 gennaio 2013 al 21 giugno 2015
- Generale C.A. Massimiliano Del Casale - dal 22 giugno 2015 all’11 giugno 2019
- Generale S.A. Fernando Giancotti - dal 12 giugno 2019 al 24 giugno 2021
- Ammiraglio Div. Giacinto Ottaviani - dal 25 giugno 2021 al 29 luglio 2024
- Generale C.A. Stefano Mannino - dal 29 luglio 2024

## Orto botanico di Palazzo Salviati
L'Orto Botanico nasce come Giardino dei Semplici già nell'XI secolo, anche se in realtà il primo giardino connesso con l'Università venne fondato da papa Niccolò V nel 1477, poi trasferito nei pressi della Fontana dell'Acqua Paola.
Alla fine del secolo, più esattamente nel 1492, l'orto fu allestito all'interno di Palazzo Salviati.
Oggi si trova dietro l'Accademia dei Lincei, nella zona di Trastevere, anche se una buona parte della vegetazione è custodita nell'Orto Botanico della Città Universitaria.